# Храст
Храст (диалектно гръм) е дървесно растение, което се различава от дърветата по многото си стъбла и сравнително по-малка височина. Основната разлика между дърветата и храстите е, че при дърветата вегетативният връх (главното стъбло) последен прекратява растежа си, а страничните разклонения нарастват по-бавно и имат като правило по-малки размери, докато при храстите вегетативният връх пръв прекратява нарастването си, а страничните разклонения продължават да нарастват интензивно. Поради това храстите се разклоняват непосредствено от земната повърхност на няколко повече или по-малко равностойни стъбла, докато при дърветата в повечето случаи има едно ясно обособено централно стъбло.
Храстите могат да бъдат с различни размери – от няколко сантиметра (напр. тревистата върба, Salix herbacea; червената боровинка, Vaccinium vitis-idaea) до почти 10 метра (напр. обикновената леска, Corylus avellana). Често някои дървета при неблагоприятни условия добиват храстовиден облик (хабитус), поради което невинаги може да се постави рязка граница между дърво и храст. Понякога дори и някои тревисти растения са нарични храсти, което е неправилно, тъй като храстите са дървесни растения и стъблото им е вдървеняло, за разлика от това на тревистите.